# 946
Раннє Середньовіччя •  Епоха вікінгів •  Золота доба ісламу •  Реконкіста

## Геополітична ситуація
У Візантії правив Костянтин VII Багрянородний. Італійським королем був Гуго Арльський,
Західним Франкським королівством править Людовик IV Заморський, Східним Франкським королівством — Оттон I.
Північ Італії належить Італійському королівству, середню частину займає Папська область, герцогства на південь від Римської області незалежні, деякі області на півночі та на півдні належать Візантії, інші окупували сарацини. Південь Піренейського півострова займає Кордовський халіфат, у якому править Абд Ар-Рахман III. Північну частину півострова займають королівство Астурія і королівство Галісія та королівство Леон під правлінням Раміро II.
Королівство Англія очолив Едред.
Існують слов'янські держави: Перше Болгарське царство, де править цар Петро I, Богемія, Моравія, Хорватія, королем якої є Мирослав, Київська Русь, де править княгиня Ольга. Паннонію окупували мадяри, у яких ще не було єдиного правителя.
Аббасидський халіфат очолює аль-Муті, в Іфрикії владу утримують Фатіміди, в Середній Азії — Саманіди. У Китаї триває період п'яти династій і десяти держав. Значними державами Індії є Пала, держава Раштракутів, Пратіхара, Чола. В Японії триває період Хей'ан. На північ від Каспійського та Азовського морів існує Хозарський каганат.

## Події

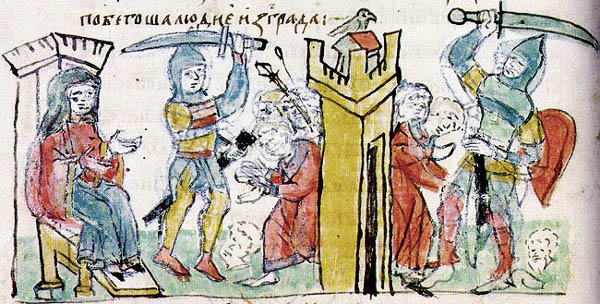
Помста княгині Ольги древлянам. Радзівільська хроніка.

- Княгиня Ольга помстилася древлянам за смерть свого чоловіка Ігора.
- Королем Англії став Едред.
- Новий Фатімідський халіф аль-Мансур розгромив повсталих берберів-хариджитів і змусив їхнього очільника Абу Язіда втекти в гори.
- Буїди скинули багдадського халіфа аль-Мустакфі і посадили на правління аль-Муті.
- Японію очолив імператор Муракамі.
- Розпочався понтифікат Агапіта II.

## Померли
- 18 серпня — Святий Іван Рильський, покровитель болгар